# Гузов, Георгий Петрович
Георгий Петрович Гузов (9 ноября 1921, Севастополь, Крымская АССР — 16 апреля 1944, Севастополь, Крымская АССР) — советский подпольщик. Участник Великой Отечественной войны.

## Биография
Родился 9 ноября 1921 года в Севастополе. Выпускник школы № 3. Учился в Севастопольском судостроительном техникуме.
С началом Великой Отечественной войны был призван в Красную армию. Служил в 360-м АП 173-й мотострелковой дивизии. Во время наступления немцев на Крым сумел выйти из окружения и вернуться в Севастополь. Во время оккупации города работал учителем черчения и рисования в школе № 1 (сейчас — школа № 16).
В марте 1943 года вместе с Василием Ревякиным стал организатором Коммунистической подпольной организации в тылу немцев (КПОВТН), где имел членский билет под № 1. Взял подпольную кличку «Григорий Павлович Попов». Организация занималась распространением листовок и прослушиванием сводок Совинформбюро, которые затем распространяла в виде агитматериалов.
С июня 1943 года являлся редактором подпольной газеты «За Родину». В марте 1944 года Гузов был арестован и вместе с другими подпольщиками был расстрелян 16 апреля 1944 года в Юхариной балке. 29 мая 1944 года его прах был перезахоронен братской могиле подпольщиков на кладбище Коммунаров.
Указом Президиума Верховного Совета СССР от 10 мая 1965 года посмертно представлен к ордену Отечественной войны I степени.